# Programme de surveillance régionale et internationale des oiseaux de rivage
Le Programme de surveillance régionale et internationale des oiseaux de rivage (en anglais : Program for Regional and International Shorebird Monitoring), abrégé en PRISM, est un programme conjoint du Canada et des États-Unis pour l'étude et la protection des oiseaux.

## Création
Le PRISM est créé en 2001, dans la foulée de plans de conservation des oiseaux de rivage adoptés au Canada et aux États-Unis. Le PRISM est créé en 2001, dans la foulée de plans de conservations des oiseaux de rivage adoptés au Canada et aux États-Unis. Il est conçu par des chercheurs et des biologistes affiliés au Service canadien de la faune, à l'Institut d'études géologiques des États-Unis et au United States Fish and Wildlife Service.

## Missions
Les missions du PRISM sont : 
- estimer le nombre d'individus reproducteurs d'oiseaux de rivage en Amérique du Nord ;
- décrire la répartition, l'abondance et les relations entre les habitats de ces oiseaux de rivage ;
- surveiller leurs tendances démographiques ;
- surveiller le nombre d'oiseaux sur les haltes migratoires ;
- assister les organismes locaux pour mener à bien leurs objectifs de conservation[1].

## Méthode d'estimation des populations
Au moment de la mise en place du programme, la mission d'estimer les populations d'oiseaux est considérée comme la plus difficile à mettre en oeuvre. Les comptages sont menés en quatre parties : 
- dans la région arctique, en période de reproduction ;
- dans la région tempérée, en période de reproduction ;
- dans la région tempérée, hors de la période de reproduction ,
- dans la région néotropicale[1].

Pour faciliter le comptage, le PRISM évalue le nombre d'individus durant la période de reproduction, quand les oiseaux se déplacent peu et restent relativement éloignés les uns des autres, puis fait une extrapolation pour estimer le nombre total d'individus. Cette méthode fonctionne particulièrement bien en région tempérée. En Arctique, l'accès aux oiseaux est plus difficile. L'estimation se base alors sur un premier comptage en zone de reproduction, puis sur des données collectées lors des haltes migratoires et en zone d'hivernage.
Le programme PRISM de l'Arctique est le plus avancé en ce qui concerne la méthodologie des relevés et des statistiques. Il a fait l'objet d'une revue par les pairs en 2010.